# Стасимон

стасимон (грч. στάσιμον — стајаћа пјесма), у античкој трагедији пјесма коју хор пјева кад је већ заузето мјесто у орхестри. Према Аристотелу (О песничкој уметности, XII) стасимон је „хорска пјесма без анапеста и трохеја” и по томе се разликује од пародоса, улазне хорске пјесме у анапестичном метру. Стасимон се пјева између еписодија и повезан је са предметом радње. Ако у радњи дође до неког изненадног повољног преокрета, онда се тај стасимон који хор пјева у великој радости и уз пратњу живе игре, аназива хипорхема.